# Huawei Mate 30
Huawei Mate 30 — флагманский смартфон  линейки Mate (en:Huawei Mate series) компании Huawei, представлен 19 сентября 2019 года.
Модели Mate 30 и Mate 30 Pro имеют схожий конструктив; Mate 30 Pro использует бо́льший выступ, скрывающий дополнительные инфракрасные датчики, используемые для системы распознавания лиц.

## Экран
Смартфон получил инновационный экран диагональю 6,53 дюйма, который выполнен по технологии «водопад» (waterfall) и имеет 94,1 % площади покрытия лицевой части.
Применена матрица с маркетинговым названием Flex OLED и разрешением 1176 x 2400 пикселей.
Экран имеет плотность точек 409 ppi, аппаратно поддерживает HDR 10 и 100 % покрывает DCI-P3.

## Защита
Корпус Huawei Mate 30 Pro сделан из стекла с металлической рамкой вокруг.
Задняя панель наравне с дисплеем прикрыта закаленным стеклом Corning Gorilla Glass 6.
Смартфон получил защиту от пыли и воды по стандарту IP68, что позволяет делать подводные съемки до глубины 1,5 метра.

## Производительность
За вычислительную мощь Mate 30 Pro отвечает флагманский чипсет от компании Huawei — HiSilicon Kirin 990, построенный по 7-нанометровому техпроцессу.
Чипсет 8-ядерный и построен по принципу 2+2+4:
1. Два высокопроизводительных ядра Cortex-A76 с частотой 2,86 ГГц;
2. Два производительных ядра Cortex-A76 с частотой 2,09 ГГц;
3. Четыре энергоэффективных ядра Cortex-A55 с частотой 1,86 ГГц.

В качестве видеоускорителя установлена схема Mali-G76 MP16.
Гаджет комплектуется 8 гигабайтами оперативной памяти типа LPDDR4x и может иметь 128 либо 256 гигабайт постоянной памяти.
Есть также версия Porsche Design c 12 ГБ и 512 ГБ памяти.
В синтетических тестах Mate 30 Pro весьма близок к флагманам на чипсете от Qualcomm Snapdragon 855+, при этом набирая в Antutu 457 400 баллов и в Geekbench 4 - 3850 / 11 650 баллов, соответственно.

## Автономность
Флагман получил ёмкую батарею на 4500 мА·ч и имеет поддержку быстрой зарядки на 40 ватт. В гаджете также реализована быстрая беспроводная зарядка на 27 ватт, с помощью которой можно заряжать также и другие беспроводные устройства.

## Камера
Смартфон имеет 4 основные камеры, расположенных на круглой платформе на задней панели:
- Основной сенсор: 40 Мп, диафрагма f/1.6, 27 мм, PDAF, OIS;
- Телеобъектив: 8 Мп, f/2.4, 80 мм, 1/4″, PDAF, OIS, 3x-кратный оптический зум;
- Широкоугольный сенсор: 40 Мп, f/1.8, 18 мм, PDAF;
- 3D TOF камера — для портретных снимков.

Фронтальная камера на 32 мегапикселя также имеет выделенный 3D TOF сенсор для создания портретных снимков.
Оптика предоставлена фирмой Leica optics.